# Fountain (Michigan)
Fountain – wieś w Stanach Zjednoczonych, w stanie Michigan, w hrabstwie Mason.